# Дельки (Беляницкое сельское поселение)
Дельки — деревня в Сонковском районе Тверской области. Входит в состав Беляницкого сельского поселения.

## География
Находится в восточной части Тверской области на расстоянии приблизительно 13 км по прямой на юго-запад от районного центра поселка Сонково.

## История
Деревня была отмечена еще на карте 1825 года. В 1859 году здесь (тогда деревня Бежецкого уезда Тверской губернии) было учтено 25 дворов.

## Население
Численность населения: 168 человек (1859 год), 6 (русские 100%) в 2002 году, 1 в 2010.